# Кутай (национальный парк)
Кутай (индон. Taman Nasional Kutai) — национальный парк на восточном побережье острова Калимантан. Расположен в индонезийской провинции Восточный Калимантан, к северу от реки Махакам в 120 км к северу от города Самаринда. Был создан в 1982 году. На территории Кутай находятся несколько населённых пунктов бугисов.
Растительность представляет главным образом мангры и заболоченные леса. Фауна парка включает такие виды как орангутан, малайский медведь, индийский замбар, бантенг, носач, дымчатый леопард, гиббон Мюллера, мраморная кошка и др. По данным на 2010 год популяция орангутанов парка насчитывает более 2000 особей. Серьёзной угрозой для экосистемы парка являются незаконные вырубки лесов.